# USS Vermont (BB-20)
USS Vermont (BB-20) – amerykański pancernik typu Connecticut, drugi okręt United States Navy noszący nazwę pochodzącą od 14 stanu.
Stępkę okrętu położono 21 maja 1904 w Quincy (Massachusetts), przez firmę Fore River Shipbuilding Company. Pancernik zwodowano 31 sierpnia 1905, matką chrzestną była pani Jennie Bell, córka gubernatora stanu Vermont Charlesa J. Bella. Jednostka weszła do służby w Boston Navy Yard 4 marca 1907. Pierwszym dowódcą został komandor William P. Potter.
Po rejsie odbiorczym w rejonie Bostonu i Hampton Roads „Vermont” uczestniczył w manewrach 1 Dywizjonu Floty Atlantyku, a później 1 i 2 Eskadry. Od 30 sierpnia do 5 września pomiędzy Hampton Roads i Provincetown odbywał ostatnią podróż wchodzącą w skład prób. 7 września dotarł do Boston Navy Yard i przeszedł naprawy trwające do końca listopada 1907.
30 listopada opuścił Boston, nabrał węgla w Bradford, zapasów w Newport i amunicji w Tompkinsville, po czym 8 grudnia dotarł do Hampton Roads.
Tam przeszedł końcowe przygotowania do podróży najpierw na zachodnie wybrzeże USA (dookoła przylądka Horn), a później dalej w podróż dookoła świata. Wielka Biała Flota (ang. Great White Fleet), nosząca taką nazwę z powodu schematu barw, w jaki były pomalowane okręty, składała się z 16 pancerników-przeddrednotów. Formacja wypłynęła z Hampton Roads żegnana 16 grudnia przez prezydenta USA Theodore’a Roosevelta, który chciał w ten sposób przekazać ostrzeżenie Japonii – rosnącej potędze na Pacyfiku.
„Vermont” płynął jako część 1 Dywizji. Głównym dowódcą całej formacji był kontradmirał Robley D. „Fighting Bob” Evans, ówczesny dowódcą floty. W ciągu następnych miesięcy pancernik odwiedził porty Chile, Peru, Meksyku, Kalifornii, Hawajów, Nowej Zelandii, Australii, Filipin, Japonii, Chin i krajów śródziemnomorskich, 22 lutego 1909 (dzień urodzin Waszyngtona) wrócił do Hampton Roads. W dniu dotarcia do USA uczestniczył w przeglądzie floty ponownie dokonanym przez prezydenta Roosevelta. W czasie podróży dowódca „Vermont”, komandor Potter został awansowany do stopnia flagowego i został dowódcą dywizji. Jego miejsce zajął komandor (później admirał) Frank Friday Fletcher.
Od 9 marca do 23 czerwca „Vermont” przeszedł remont w Boston Navy Yard. Później dołączył do floty w pobliżu Provincetown. 4 lipca wszedł do Bostonu jako część 1 Dywizji Floty. Od 7 lipca do 4 sierpnia uczestniczył w ćwiczeniach Floty Atlantyku. Następnie nabrał węgla w Hampton Roads i przeprowadził ćwiczenia artyleryjskie w pobliżu Virginia Capes na terenie znanym jako Southern Drill Grounds.
Do końca 1909 „Vermont” uczestniczył w ćwiczeniach i manewrach, między 22 września a 9 października odwiedził Stamford na obchody Dnia Kolumba i Nowy Jork na obchody Święta Hudson-Fulton. Święta Bożego Narodzenia spędził w Nowym Jorku zakotwiczony na North River.
Na zimę popłynął na południe i 12 stycznia 1910 dotarł do zatoki Guantánamo. Przez następne dwa miesiące ćwiczył na wodach karaibskich, na wiosnę dopłynął do Hampton Roads i Virginia Capes na podstawowe ćwiczenia artyleryjskie. 29 kwietnia dotarł do Bostonu i przeszedł w tamtejszej stoczni remont trwający do połowy lipca. Wtedy na pokład weszli członkowie Naval Militia, z którymi pancernik operował pomiędzy Bostonem i Provincetovn od 22 do 31 lipca.
Następnie jednostka odwiedziła Newport, a 22 sierpnia popłynęła do Hampton Roads. Później przygotowywała się do ćwiczeń artyleryjskich (25–27 września) i odwiedziła Nowy Jork z innymi okrętami Floty Atlantyku.
1 listopada po drobnych naprawach w Philadelphia Naval Shipyard pancernik popłynął na wody europejskie. Dotarł do Wysp Brytyjskich dwa tygodnie później, od 16 listopada do 7 grudnia wraz z innymi okrętami wchodzącymi w skład 3 Dywizji Floty Atlantyku odwiedził Gravesend w Anglii. Następnie popłynął do Brestu, gdzie pozostał do 30 grudnia. Wtedy popłynął do Indii Zachodnich.
Od 13 stycznia do 13 marca 1911 został zaangażowany w zimowe manewry i ćwiczenia w pobliżu zatoki Guantánamo. Później odpłynął do Hampton Roads. W ciągu następnych tygodni pancernik operował na południowym obszarze treningowym i w pobliżu wyspy Tangier na zatoce Chesapeake, gdzie prowadził ćwiczenia artyleryjskie. 8 kwietnia, po pozostawieniu materiałów wojskowych w Hampton Roads, „Vermont” popłynął tego samego dnia do Filadelfii i 10 kwietnia po zawinięciu do portu wszedł do suchego doku.
Pod koniec wiosny wznowił operacje i ćwiczył wraz z innymi przeddrednotami z Trzeciej Dywizji. Operował w pobliżu Pensacoli i Zatoki Meksykańskiej, od 7 do 12 czerwca odwiedził Galveston, 12 czerwca wrócił do Pensacoli.
4 lipca 1911, wracając na północ, znalazł się w Bar Harbor w stanie Maine. Później ćwiczył wraz z innymi okrętami Floty w Cape Cod Bay i w pobliżu Provincetown. Operował w pobliżu wybrzeża Nowej Anglii do połowy sierpnia, przeplatając okres ćwiczeń na morzu z wizytą w Salem i przeróbkami w Boston Navy Yard. Później popłynął na południe, by przeprowadzić eksperymentalne strzelania artyleryjskie. Następnie uczestniczył w jesiennych ćwiczeniach od cieśniny Tangier do Southern Drill Grounds.
Od 12 września do 9 października, po naprawach w Norfolk Navy Yard, „Vermont” dołączył do Floty w Hampton Roads, potem uczestniczył wraz z nią w przeglądzie morskim na North River w Nowym Jorku pomiędzy 24 października i 2 listopada. Następnie brał udział w manewrach i ćwiczeniach z 1 Eskadrą Floty, po czym wrócił do Hampton Roads.
7-8 grudnia zatrzymał się na chwilę w Tompkinsville, następnego dnia osiągnął New York Navy Yard i pozostał tam do 2 stycznia 1912. Wtedy odpłynął na Morze Karaibskie i uczestniczył w dorocznych zimowych manewrach. Do 9 marca operował na wodach kubańskich, w pobliżu zatoki Guantánamo i Cape Cruz, następnie popłynął do Norfolk Navy Yard, gdzie przeszedł przegląd trwający do jesieni.
Z Norfolk wypłynął 8 października i dwa dni później dotarł do Nowego Jorku. Uczestniczył w przeglądzie floty odbywającym się w tym porcie w dniach 10–15 października. Później, w dniach 16–18 października na pokładzie przebywał dowódca Drugiej Dywizji Floty Atlantyku. Okręt stał wtedy w Hampton Roads.
„Vermont” wypłynął później z tego portu i do grudnia uczestniczył w ćwiczeniach przeprowadzanych w pobliżu Virginia Capes i Southern Drill Grounds. W tym czasie przeprowadził ćwiczenia artyleryjskie i dwa razy uczestniczył w akcjach ratowniczych. Po raz pierwszy 2 listopada pomagał parowcowi SS „Noruega”, po raz drugi 13–15 grudnia pomagał okrętowi podwodnemu „B-2”.
Boże Narodzenie 1912 spędził w Norfolk Navy Yard, po czym popłynął na Kubę i zimowe manewry. W drodze odwiedził Colon w Panamie, gdzie w pobliżu kończono budowę Kanału Panamskiego. Do zatoki Guantánamo dotarł 19 stycznia 1913. Następnie operował w tym rejonie do 12 lutego, czyli do dnia rozpoczęcia rejsu na wody meksykańskie.
17 lutego dotarł do Veracruz i pozostał w tym porcie do 29 kwietnia, broniąc amerykańskich interesów. Wtedy odpłynął na północ by dotrzeć do innych okrętów Floty w Hampton Roads. Przeprowadził też letni rejs szkolny z podchorążymi (ang. midshipman). 6 czerwca zaokrętował kadetów w Annapolis. Po dołączeniu do Floty „Vermont” popłynął do Block Island Sound i odwiedził Newport.
Pancernik przeszedł okresowy przegląd w Norfolk od lipca do października, a potem udał się na ćwiczenia artyleryjskie na Southern Drill Grounds. „Vermont” następnie odbył swoją drugą podróż do Europy. 25 października opuścił Hampton Roads i udał się do Francji. 8 listopada dotarł do Marsylii. 1 grudnia wypłynął z tego śródziemnomorskiego portu i przybył do Norfolk Navy Yard 5 dni przed Bożym Narodzeniem. Do samego portu wszedł na holu, ponieważ w czasie sztormu uszkodził śrubę.
Wkrótce po zakończeniu napraw odbył szkolenie odświeżające umiejętności załogi. Później uczestniczył w wiosennych ćwiczeniach Floty na Southern Drill Grounds, gdy tarcia pomiędzy Meksykiem a USA wzrosły. 15 kwietnia opuścił Hampton Roads i dotarł do Veracruz wcześnie rano 22 kwietnia wraz z pancernikami USS „Arkansas”, USS „New Hampshire”, USS „South Carolina” i USS „New Jersey”.
“Batalion” złożony z 12 oficerów i 308 marynarzy zszedł na brzeg rankiem tego samego dnia, gdy siły amerykańskie okupowały port, by zablokować transport broni dla meksykańskiego dyktatora Victoriano Huerty. Dwóch członków załogi zasłużyło w trakcie walk na odznaczenie Medalem Honoru, byli to Lt. Julius C. Townsend – dowódca batalionu i Surgeon Cary DeVall Langhorne chirurg drugiego regimentu marynarzy (ang. Second Seaman Regiment). Załoga pancernika „Vermont” poniosła jedną ofiarę śmiertelną – zginął szeregowy z oddziału marines, zabity 23 kwietnia. Po wizycie w Tampico (21 września – 10 października) pancernik pozostawał w meksykańskim porcie do końca października.
Przez następne dwa i pół roku „Vermont” pozostawał w rutynowej służbie, na którą składały się operacje przeprowadzane w pobliżu wschodniego wybrzeża USA na obszarze od Newport do zatoki Guantánamo. Od 1 października do 21 listopada 1916 okręt został umieszczony w rezerwie w Filadelfii. Następnie od 29 listopada 1916 do 6 lutego 1917 wspierał siły ekspedycyjne marines (ang. Marine Corps Expeditionary Force) na Haiti. Następnie przeprowadził ćwiczenia bojowe w pobliżu zatoki Guantánamo. Do Norfolk wrócił 29 marca 1917.
4 kwietnia 1917 „Vermont” wszedł do Philadelphia Naval Shipyard na naprawy. Dwa dni później Stany Zjednoczone przystąpiły do I wojny światowej. 26 sierpnia 1917 pancernik wyszedł ze stoczni i wypłynął z Hampton Roads. Miał pełnić rolę okrętu szkolnego dla maszynistów w regionie zatoki Chesapeake. Pełnił tę rolę przez prawie cały okres walk. Zakończył ten przydział 4 listopada 1918, tydzień przed zakończeniem wojny.
Przydział okrętu szkolnego został tylko raz przerwany na wiosnę 1918, gdy 29 maja na okręt zabrano ciało chilijskiego ambasadora w USA. 3 czerwca na pokład wszedł amerykański ambasador w Chile J. H. Shea i dotarł do Norfolk tego samego dnia. 10 czerwca pancernik przeszedł przez Kanał Panamski i 24 czerwca dotarł do Port Tongoy. Rankiem 27 czerwca dotarł do Valparaíso.
Później szczątki ambasadora zostały przetransportowane na brzeg. Towarzyszył temu admirał William B. Caperton i ambasador Shea. 2 lipca „Vermont” opuścił port. po drodze odwiedził Callao w Peru (7 lipca), przeszedł przez Kanał Panamski i wrócił do bazy na York River.
5 listopada wszedł do Philadelphia Naval Shipyard i został przerobiony na transportowiec wojska. 9 stycznia 1919 wypłynął z Norfolk na pierwszą z czterech wypraw do Europy po żołnierzy amerykańskich. W czasie służby jako transportowiec pancernik przewiózł około 5000 weteranów I wojny światowej ze Starego Kontynentu do USA. Ostatnią podróż zakończył 20 czerwca 1919.
Okręt został przygotowany w Philadelphia Naval Shipyard do dezaktywacji. 18 lipca opuścił wschodnie wybrzeże USA, wypływając z Hampton Roads i kierując się na zachodnie wybrzeże. Po przejściu przez Kanał Panamski pancernik zawinął do San Diego, San Pedro, Monterey, Long Beach, Astoria i San Francisco, 18 września dotarł do Mare Island Naval Shipyard w Vallejo. Tam jednostka została wycofana ze służby 30 czerwca 1920. 17 lipca tego samego roku okręt otrzymał numer klasyfikacyjny BB-20. Wcześniej był znany jako „Battleship #20".
„Vermont” pozostał zdezaktywowany w Mare Island, 10 listopada 1923 jego nazwa została skreślona z rejestru okrętów. 30 listopada 1923, został sprzedany na złom, zgodnie z ustaleniami traktatu waszyngtońskiego.